# Gilgameš

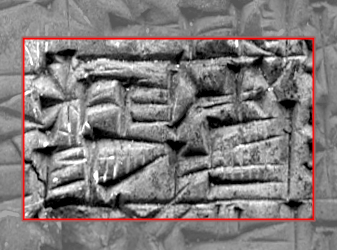
^{d}GIŠ:BIL:PAP.ga.mes (^{d}GIŠ.NE.PAP.GA.MES). Particolare del retro (colonna 3) della tavola inerente alla Lista degli dèi rinvenuta a Fāra (Šurrupak, circa 2500 a.C.) e oggi conservata al Vorderasiatisches Museum di Berlino. È il primo testimone in assoluto che riporti il nome di Gilgameš. Da notare, in alto a sinistra, il segno (dingir) che ne attesta la divinità.

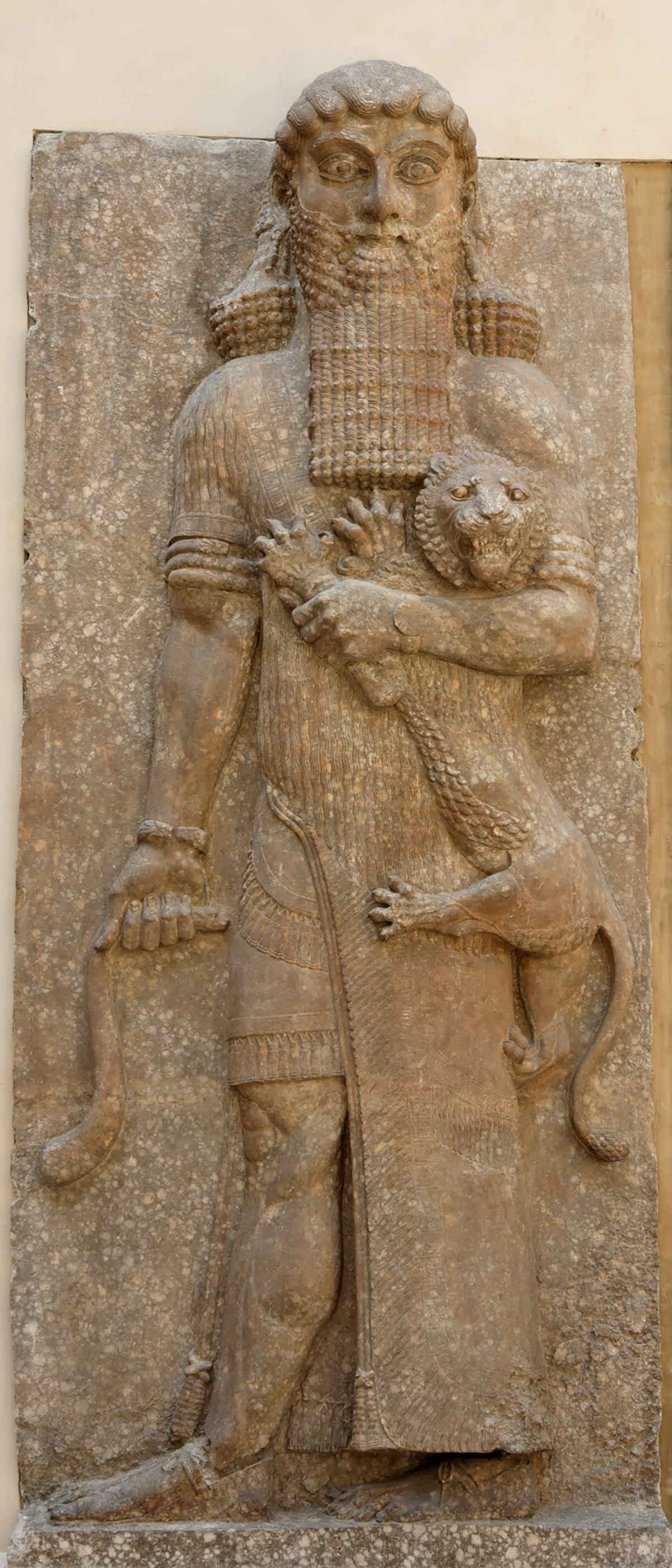
Eroe armato che doma il leone; rilievo da Khorsabad, risalente al periodo di Sargon II (VIII secolo a.C.), alto m 4,45 è in pietra alabastrina; conservato presso il Museo del Louvre di Parigi. In passato tale figura è stata identificata in modo erroneo con Gilgameš; in realtà si tratta di una figura risalente al periodo protodinastico e utilizzata nei rilievi di Khorsabad per decorare i prospetti esterni delle corti.

Ideogramma sumerico, antico accadico e antico babilonese, per il dio An, il dio della volta celeste. Tale ideogramma, oltre ad indicare il dio, designa anche il "cielo", o una "spiga", o un "grappolo di datteri". Medesimo ideogramma esprime il sostantivo dingir, termine che in sumerico indica una divinità e per questo veniva utilizzato come classificatore grafico, anteponendolo al nome, per chiarire subito che con esso si intendeva il nome di un dio. Gli studiosi traslitterano, in quest'ultimo caso, questo ideogramma con ^{d}. Tale ideogramma somiglia a una "stella" e spesso viene individuato come tale. Il termine stella (in sumerico mul) è tuttavia espresso in sumerico con la ripetizione di tre di questi ideogrammi. In cuneiforme medio e neo babilonese, medio e neo assiro e ittita, il classificatore grafico della divinità, il dingir, è indicato da. Questi classificatori sono anteposti al nome di Gilgameš per caratterizzarne la natura divina.

Il re assiro Assurbanipal (VII secolo a.C.) in una scena di caccia (bassorilievo del palazzo nord di Ninive, conservato al British Museum di Londra).

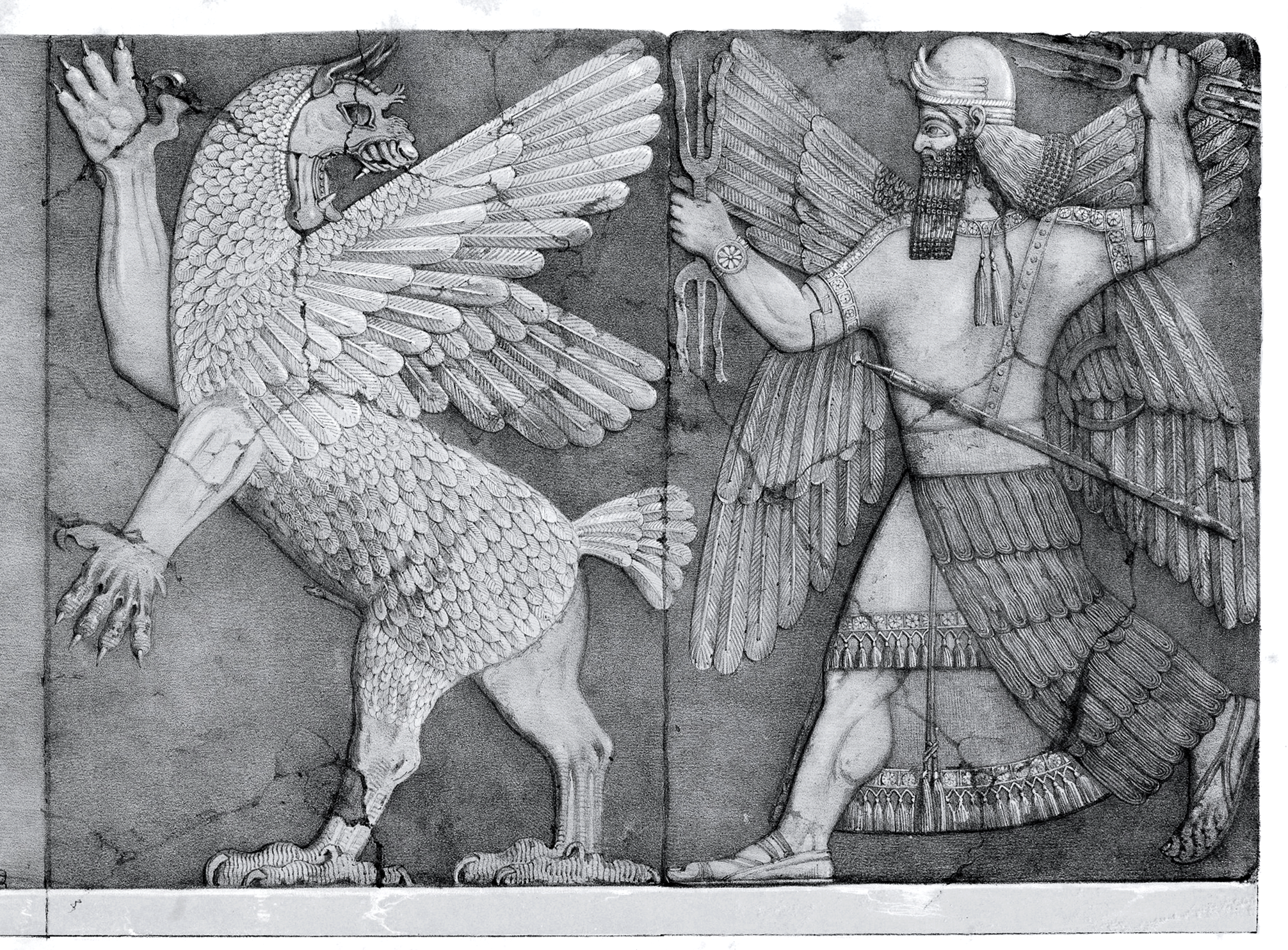
Ninurta (a destra) attacca Anzu (a sinistra) per recuperare la "Tavola dei destini". Da un'incisione in pietra rinvenuta nel tempio di Ninurta a Nimrud (Iraq).

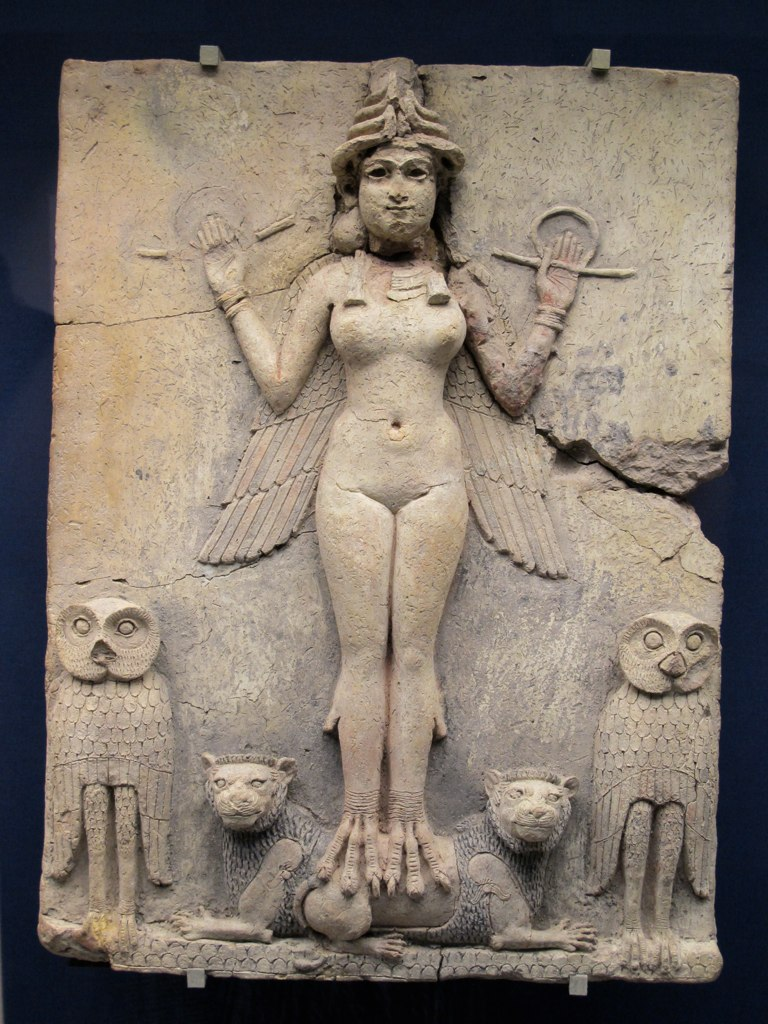
Il rilievo Burney conservato al British Museum di Londra. Altorilievo in terracotta del XIX secolo a.C. che rappresenta probabilmente la dea guardiana degli inferi Ereškigal, sorella di Inanna/Ištar.

Gilgameš (talvolta italianizzato in Ghilgamesc, Ghilgamesh o Gilgamesh; AFI: /ɡilɡaˈmɛʃ/ o /ˈɡilɡamɛʃ/; in sumero: 𒉈𒂵𒈩, Bilgames; in accadico: 𒄑𒂆𒈦, Gilgameš) è una divinità o un eroe divinizzato del Vicino Oriente antico, che si presenta su tre piani documentali:
1. come divino sovrano di Uruk nella lista reale sumerica, composta in lingua sumerica;
2. come divinità delle religioni mesopotamiche in diversi inni e iscrizioni, composti sia in lingua sumerica sia in lingua accadica;
3. come personaggio principale di alcune epopee religiose mesopotamiche composte sia in lingua sumerica sia in lingua accadica, e anche in altre lingue del Vicino Oriente antico.

Le sue vicende, in particolar modo, sono narrate nel primo poema epico della storia dell'umanità giunto a noi, in seguito denominato Epopea di Gilgameš. Si tratta di un'epopea babilonese il cui nucleo principale risale ad antichi racconti mitologici sumeri che vennero rielaborati e trascritti successivamente in ambiente semitico. La prima struttura dell'Epopea, pervenutaci in frammenti, appartiene quindi alla letteratura sumerica, mentre la versione più completa sinora nota venne incisa in lingua accadica su dodici tavole di argilla che furono rinvenute tra i resti della biblioteca reale nel palazzo del re Assurbanipal a Ninive, capitale dell'impero assiro; questa redazione tarda del mito, pubblicata in italiano col nome de L'epopea di Gilgameš, è stata attribuita allo scriba ed esorcista cassita Sîn-lēqi-unninni e risale presumibilmente al XII secolo a.C. e comunque anteriormente all'VIII secolo a.C.
Per quanto attiene alla storicità o meno della figura di Gilgameš, diversi studiosi hanno concluso che Gilgameš fosse un personaggio storico, ovvero un re, divinizzato in epoca successiva. Giovanni Pettinato giunge a un'opposta conclusione ritenendo Gilgameš un personaggio non storico, quindi una divinità della mitologia sumerica inserita nelle liste reali sumeriche e da qui entrato nelle tradizioni religiose semitiche.

## Nomi di Gilgameš
Il più antico testimone giunto a noi che riporta il nome di Gilgameš è la lista degli dei, rinvenuta a Fāra (Šurrupak), redatta in lingua sumerica e risalente al 2500 a.C., ove egli è attestato come dGIŠ:BIL:PAP.ga.mes. Quindi, per convenzione, esso viene reso dalla lingua sumerica come Bilgames (giš-bil2-ga-mes, in cuneiforme: 𒄑𒉈𒂵𒈩).
Il nome Gilgameš proviene invece dall'accadico (in medio e neo accadico: dgi-il-ga-⌈meš⌉; cuneiforme: ; anche giš-bil, gis-gín-maš, gis-bíl-ga, giš-bíl, giš-bíl-gín-mes).
In altre lingue Gilgameš viene reso: in elamitico, giš-ga-meš; in ittita, gis-gím-maš; nel ḫurrita, gal-ga-mi-šu-ul.

## Gilgameš: re "divinizzato" o dio "umanizzato"
Nella più antica attestazione del nome di Gilgameš/Bilgames, l'elenco della Lista degli dèi rinvenuta a Fāra risalente al periodo protodinastico, quindi al 2600/2450 a.C., questi viene caratterizzato come essere "divino".
In diverse iscrizioni, come nelle epopee, Gilgameš è indicato come figlio della dea Ninsun.
Nell'inno di lamentazione per la morte del re Ur-Nammu (fondatore della terza dinastia di Ur) viene indicato come divinità infera.
Nella letteratura religiosa in lingua accadica, e quindi assira e babilonese, Gilgameš è sempre considerato una divinità degli Inferi.
Anche nelle più antiche epopee sumeriche il nome di Gilgameš è sempre accompagnato dal determinativo divino d (cuneiforme sumerico, antico accadico e antico babilonese: ; cuneiforme medio e neo babilonese, medio e neo assiro e ittita: ) che indica il dio: dgiš-bil2-ga-mes, dgi-il-ga-meš.
Nelle epopee Gilgameš è indicato come figlio della dea Ninsun e del dio Lugalbanda; se è considerato per due terzi un dio e per un terzo un uomo lo si deve al fatto che per gli antichi abitanti della Mesopotamia Lugalbanda era un re divenuto dio.

## Gilgameš, divinità e re di Uruk

### Gilgameš re di Uruk nella lista reale sumerica
La lista reale sumerica (sumerico: [nam]-lugal an-ta ed3-de3-a-ba; lett. "Quando la regalità discese dal cielo") è un testo in cuneiforme sumerico composto tra il 2100 e il 1800 a.C. con la finalità di gettare le basi tradizionali e politiche dell'unificazione del territorio di Sumer (Mesopotamia meridionale). Questo testo si avvia con il principio di "regalità" che discende dal cielo per essere assegnata per la prima volta alla città sumera di Eridu in cui resta per complessivi 64.800 anni, successivamente tale principio si trasferisce alla città di Bad-Tibira per altri 108.000 anni, per poi discendere sulla città di Larak per ulteriori 28.800 anni, poi a Sippar per 21.000 anni e infine a Šuruppak per 18.600 anni: 5 città, 8 re elencati nella lista, per complessivi 241.200 anni di regno, quando il dio Enlil scatena il diluvio universale distruggendo l'umanità. Il dio Enki, lo sappiamo da altre epopee mesopotamiche, salva tuttavia un uomo, il Noè sumerico: Ziusudra (sumerico: Zi-u4-sud-ra, lett. "Vita dei giorni prolungati"), figlio dell'ultimo re di Šuruppak Ubara-Tutu. La lista reale sumerica riprende così la sua elencazione:
(Giovanni Pettinato, I Sumeri, Milano, Rizzoli, 2007, p. 86)
Nel prosieguo della lista viene citato "il divino Gilgameš" quinto re (dopo Meskiangašer, Enmenkar, il divino Lugalbanda e il divino Dumuzi) della I dinastia di Uruk.

Così il testo:
(Giovanni Pettinato, La Saga di Gilgameš, Milano, Mondadori, p. LXXIX)
Da notare che fin da questo documento sumerico il nome di Gilgameš è accompagnato dal determinativo (d) che indica il dio: dgiš-bil2-ga-mes.
Interessante è un testo in sumerico, ma risalente al II secolo a.C. (quindi al tempo della dinastia seleucide), rinvenuto a Uruk. Questo testo elenca i re antidiluviani con i rispettivi saggi, gli apkallu (accadico; sumerico: abgal), introducendo anche quelli post-diluviani:
(Giovanni Pettinato, Mitologia sumerica, versione mobi pos.8103/11434)
La figura degli apkallu qui presente, riguarda dei "saggi" non umani e ittioformi che provengono dalle acque dell'abisso (sumerico: abzu), luogo dove regna il dio della "saggezza" Enki (accadico: Ea), per insegnare agli uomini la civiltà. Significativo è che il primo "saggio" pienamente umano, quindi non apkallu ma ummanu, Sinleqiunnini (Sîn-lēqi-unninni), si manifesti con il re-divino Gilgameš.
Precedentemente un altro testo, sempre in sumerico ma rinvenuto a Ninive e risalente al periodo neoassiro, aveva già trattato il tema degli apkallu.

### Il re e dio ctonio Gilgameš in altre fonti mesopotamiche
Gilgameš, fin dalle fonti più antiche, è sempre presentato come un dio e come un dio viene invocato nelle preghiere.
- Il nome di Gilgameš è stato rinvenuto anche in un'iscrizione in lingua sumerica[27] nel tempio di Tummal risalente alla III Dinastia di Ur. Qui Gilgameš è indicato come il costruttore del santuario (sumerico: gu-bu-ra) di Enlil a Nippur (sumerico: Nibru):

(cit. in Giovanni Pettinato, I Sumeri, p. 139)
- Un tardo principe (sumerico: abba) di Uruk, Anangišdubba (Anam), figlio di Belšemea ai tempi del re Singāmil, afferma in un'iscrizione in lingua sumerica, di aver ricostruito le mura della città già opera del dio Giš-bíl-ga-meš[27].
- Un'altra iscrizione, sempre sumerica, opera di Utuḫegal, re di Uruk dal 2041 al 2034 a.C., così riferisce di un discorso agli sconfitti Gutei (Gutium[28]):

(cit. in Giuseppe Furlani, Miti babilonesi e assiri, p.124)
- In un inno, sempre in lingua sumerica, Gilgameš è indicato come "fratello maggiore" del re Ur-nammu (2028-2011 ca a.C.) di Ur (sumero: Urim, Uri) sempre indicato come "dio"[27].

## Le epopee di Gilgameš
Il testo dell'Epopea di Gilgameš appartiene all'intera cultura mesopotamica, ovvero della Mezzaluna Fertile, non solo quindi alle sue originarie culture sumerica e assiro-babilonese. Testimonianza di questo fatto è il rinvenimento in più lingue, oltre il sumerico e l'accadico, di versioni di questa epopea: dall'ittita, al ḫurrita, all'elamita. Questi rinvenimenti riguardano non solo l'antico territorio della Mesopotamia, ma anche l'Anatolia e l'area della Siria-Palestina. L'Epopea è da considerarsi il più importante dei testi mitologici babilonesi e assiri pervenuti fino a noi.
Esistono sei versioni conosciute di poemi che narrano le gesta di Gilgameš, re sumero di Uruk, nipote di Enmerkar e figlio di Lugalbanda. La versione più conosciuta, L'epopea di Gilgameš, è scritta in  babilonese su delle tavolette d'argilla rinvenute a Ninive e raccoglie tutti quegli scritti che hanno come oggetto le imprese del mitico re di Uruk.

### Riassunto dell'Epopeanella sua versione classica
Gilgameš è il re dispotico di Uruk, i cui sudditi si lamentano con gli dei, stanchi della sua lussuria sfrenata che lo porta a imporsi sulle donne della città. Gli dei ascoltano questa preghiera creando Enkidu, un uomo selvaggio destinato ad affrontare il re. Ma quando i due si impegnano in un combattimento, invece di uccidersi a vicenda, diventano amici e si imbarcano in pericolose avventure. Insieme uccidono il gigante Humbaba e il Toro celeste, mentre Gilgameš rifiuta l'amore della dea Ištar. Come punizione per questi atti di empietà, gli dei fanno morire Enkidu nel fiore degli anni.
Sconvolto dalla scomparsa del suo amico, Gilgameš parte alla ricerca dell'immortalità, che lo conduce ai confini del mondo, dove vivono il saggio Utnapishtim e sua moglie, gli unici sopravvissuti al diluvio universale, ai quali gli dei hanno concesso il dono dell'immortalità. Tuttavia, Utnapishtim non può offrire a Gilgameš ciò che cerca. Sulla via del ritorno, seguendo le istruzioni di Utnapishtim, l'eroe trova una pianta che restituisce la giovinezza a chi la mangia; ma un serpente la ruba e Gilgameš torna a Uruk a mani vuote, convinto che l'immortalità sia appannaggio esclusivo degli dei.
Il nucleo romantico del poema risiede nel lutto di Gilgameš dopo la morte del suo amico. I critici lo considerano come la prima opera letteraria a sottolineare la mortalità umana in opposizione all'immortalità degli dei. Il poema include una versione della storia del diluvio universale.

## Gilgameš nella cultura di massa
La figura di Gilgameš ha ispirato molte opere della letteratura, dell'arte, della musica, come ha evidenziato lo studioso statunitense di letteratura comparata Theodore Ziolkowski nel suo libro Gilgamesh Among Us: Modern Encounters With the Ancient Epic. È stato solo dopo la prima guerra mondiale che Gilgameš ha potuto raggiungere un vasto pubblico, ma è soprattutto dopo la seconda guerra mondiale che la sua antica epopea è stata fonte di ispirazione per una varietà di romanzi di genere, fumetti, musiche, videogiochi, anime ecc.

### Traduzione in lingua italiana delle epopee
- Giovanni Pettinato, (a cura di), La Saga di Gilgameš, Milano, Mondadori, 2008 (prima edizione Miano, Rusconi, 1992).

### Traslitterazione dal cuneiforme delle epopee
- (EN)  Andrew R. George, The Babylonian Gilgamesh Epic - Introduction, critical edition and cuneiform texts, 2 voll., Oxford, Oxford University Press, 2003.

### Opere esegetiche e altre opere
- Enrico Ascalone, Mesopotamia, Milano, Electa, 2005,
- Jean Bottéro & Samuel Noah Kramer, Uomini e dei della Mesopotamia, Torino, Einaudi, 1992.
- Giorgio R. Castellino, Testi sumerici e accadici, Torino, Utet, 1977.
- Giacomo Camuri, Gilgamesh, in Enciclopedia filosofica, vol.5. Milano, Bompiani, 2005.
- Giuseppe Furlani, Miti babilonesi e assiri, Firenze, Sansoni, 1958.
- (EN)  Andrew R. George, The Epic of Gilgamesh - a new translation, Londra, Penguin Classics, 1999.
- (EN)  Marcelle Duchesne Guillemin, Pukku and Mekkû riportato nel vol.45 n.1 del Papers of the 29 Rencontre Assyriologique Internationale, Londra, 5-9 luglio 1982 (Spring, 1983), pp. 151–156 e pubblicato dal British Institute for the Study of Iraq.
- Harald Haarmann, Modelli di civiltà a confronto nel mondo antico: la diversità funzionale negli antichi sistemi di scrittura, in Origini della scrittura (a cura di Gianluca Bocchi e Mauro Ceruti), Milano, Bruno Mondadori, 2002.
- (EN)  Thorkild Jacobsen, The Sumerian King List, University of Chicago Oriental Institute, Assyriological Studies 11, University of Chicago Press, 1939.
- Pietro Mander, Le religioni dell'antica Mesopotamia. Roma, Carocci, 2009.
- Giovanni Pettinato, I Sumeri, Milano, Bompiani, 2007.
- Giovanni Pettinato, Mitologia sumerica, Torino, Utet, 2001.
- Giovanni Pettinato, Mitologia assiro babilonese, Torino, Utet, 2005.
- (EN)  Gonzalo Rubio, Reading Sumerian Names, II: Gilgameš, in Journal of Cuneiform Studies vol. 64, 2012, 3-16.
- Claudio Saporetti, Saggi su il Ghilgameš, Milano, Simonelli Editore, 2003.

### Traduzioni inglesionline
- Traslitterazione e traduzione accessibile in:The Electronic Text Corpus of Sumerian Literature.
  - Gilgamesh and Humbaba, versione A (L'avventura nella foresta dei cedri).
  - Gilgamesh and Humbaba, versione B
  -  Gilgamesh and the Bull of Heaven, su www-etcsl.orient.ox.ac.uk. URL consultato il 14 maggio 2014 (archiviato dall'url originale il 7 agosto 2002).
  -  Gilgamesh and Aga, su www-etcsl.orient.ox.ac.uk. URL consultato il 14 maggio 2014 (archiviato dall'url originale il 5 maggio 2008).
  -  Gilgamesh, Enkidu and the nether world, su www-etcsl.orient.ox.ac.uk. URL consultato il 14 maggio 2014 (archiviato dall'url originale il 25 agosto 2002).
  -  The death of Gilgamesh, su www-etcsl.orient.ox.ac.uk. URL consultato il 14 maggio 2014 (archiviato dall'url originale il 30 dicembre 2006).
- The Epic of Gilgamesh, Complete Academic Translation by R. Campbell Thompson.
- The Epic of Gilgamesh by Kovacs, M.G.
- He Who Saw Everything: Verse Translation of the Epic of Gilgamesh by Temple, R.K.G.,